# Roger Lips
Gerardus Franciscus Johannes (Roger) Lips (Haaren, 12 april 1964) is een beruchte Nederlandse vastgoedondernemer, ook bekend als Gerard Lips, Franciscus Lips of Gerardus Lips.
In 2013, nadat eerder al zijn concern failliet was verklaard, werd hij persoonlijk failliet verklaard. Hij wordt door de curatoren en het Openbaar Ministerie van Nederland en Zwitserland verdacht van faillissementsfraude voor een bedrag van ten minste 91 miljoen euro.
Lips is ondanks een bevel tot gevangenneming en een Europees opsporingsbevel Nederland in 2014 ontvlucht en hij verblijft sinds die tijd in een villa op het park van Jumeirah Golf Estates in Dubai, waar hij weer actief zou zijn in het ontwikkelen van vastgoed. Hiertoe is hij (mede-) eigenaar van Aston Developments en PIP-Capital, beide in Dubai geregistreerde ondernemingen. Zijn Nederlands paspoort is ongeldig verklaard en hij houdt nu paspoort van Cambodja.
Tegen Lips lopen zowel in Nederland als in Dubai strafrechtelijke onderzoeken wegens fraude, oplichting en diefstal. Naast zijn gevangenneming in Nederland is Lips in 2014 ook in Dubai gearresteerd. Op 28 juni 2024 veroordeelde de rechtbank te Zwolle hem bij verstek tot vier jaar gevangenisstraf. Zijn partner ontving anderhalf jaar cel.
In maart 2025 werd bekend dat Lips de Verenigde Arabische Emiraten heeft verlaten en zich vermoedelijk in Cambodja bevindt, nadat zijn naam in Dubai opnieuw in verband werd gebracht met oplichting.